# Charbon de tourbe
Le charbon de tourbe était un combustible solide obtenu par  « distillation » ou pyrolyse de la tourbe dans des cornues.
Le charbon de tourbe obtenu par la distillation des matières volatiles que contient la tourbe était, dit-on, un excellent combustible pour les opérations exigeant une chaleur douce et soutenue et on l'a aussi employé comme agent désinfectant et comme engrais. De la même manière, le charbon de tourbe donne un peu moins de chaleur qu'un poids équivalent de charbon de bois mais il brûle plus longtemps que ce dernier et dans les opérations métallurgiques, il est bien préférable au coke qui contient toujours un peu de soufre. La tourbe sèche donne les trois quarts de son poids en charbon. Lorsqu'on la distille dans les cornues, elle donne de l'acide acétique, de l'ammoniaque et des huiles volatiles. Ces matières ont trop peu de valeur pour qu'on ait un avantage à opérer la carbonisation de la tourbe dans des cornues dont le chauffage exige autant de tourbe à l'extérieur qu'on en carbonise au-dedans, ce qui occasionne une perte de charbon de 50 %. Le meilleur moyen d'obtenir le charbon de tourbe est de le fabriquer dans des fourneaux comme le charbon de bois.
En 1847, les combustibles employés dans les foyers des machines à vapeur, etc. sont au nombre de trois principaux: le bois, la tourbe et la houille. On compte donc trois combustibles qui, soumis à la « carbonisation » (en fait une pyrolyse), donnent naissance à trois nouveaux combustibles : le charbon de bois, le charbon de tourbe et le charbon de houille ou coke.
La distillation de la tourbe donne un gaz qui brûle avec une très faible lumière et un liquide oléagineux qui, par sa distillation, produit un gaz sept à huit fois plus éclairant que le gaz de houille. Le mélange de ces deux gaz brûlés dans les mêmes circonstances que celui de la houille produit une lumière dont le pouvoir éclairant est compris entre 1,5 et 3 celui du gaz de houille. Malheureusement ce mélange renferme beaucoup de monoxyde de carbone et serait d'un usage dangereux.